# Jan Hus

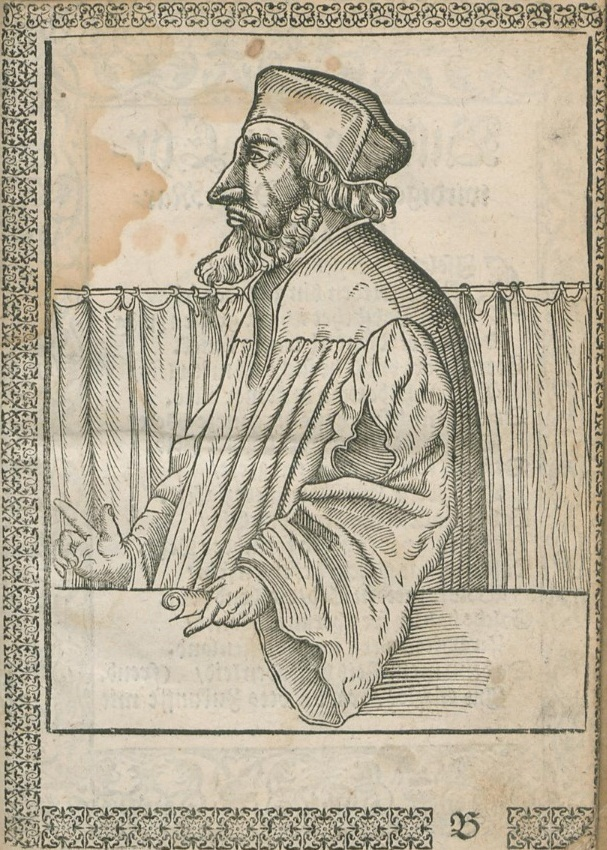
Bildnis des Jan Hus von Johann Agricola, 1562 (ein zeitgenössisches Porträt von Hus ist nicht überliefert)

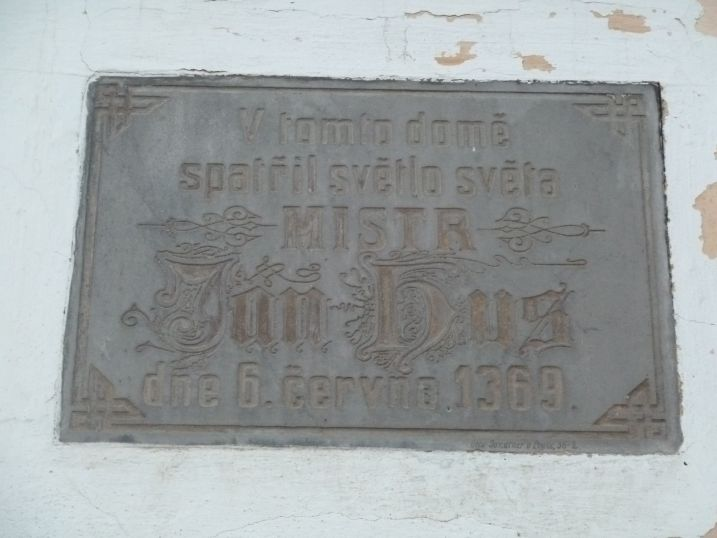
Gedenktafel am Geburtshaus von Jan Hus in Husinec

Jan Hus (nach seinem wahrscheinlichen Geburtsort Husinec, Böhmen; * um 1370; † 6. Juli 1415 in Konstanz), auch Johann(es) Hus(s) genannt, war ein böhmischer christlicher Theologe, Prediger und Reformator. Er war zeitweise Rektor der Karls-Universität. Nachdem Jan Hus während des Konzils von Konstanz seine Lehre nicht hatte widerrufen wollen, wurde er als Ketzer auf dem Scheiterhaufen verbrannt. Die nach Hus benannte Bewegung der Hussiten geht zum Teil auf sein Wirken zurück. In Tschechien gilt Hus noch immer als eine Art Nationalheiliger.
Neuere Forschungen geben den 1. Juli 1372 als Geburtsdatum an.

## Leben und Wirken

### Bildungsweg
Nach dem Studium an der Karls-Universität erlangte er 1396 den akademischen Grad eines Magister Artium, wurde Hochschullehrer und gilt als Verfasser des anonymen Traktats Orthographia Bohemica, in dem erstmals das diakritische System der tschechischen Rechtschreibung vorgeschlagen wurde (mit dem Akut für lange Vokale und dem Überpunkt für weiche Konsonanten).
Durch Hieronymus von Prag wurde Hus ab 1398 mit den Lehren des Oxforder Theologen John Wyclif vertraut, die er begeistert aufnahm. Tschechische Adelige, die seit der Vermählung der Schwester König Wenzels, Anne von Böhmen, mit Richard II. von England (1382) an der Universität Oxford studierten, brachten von dort Wyclifs Schriften nach Prag – zuerst die philosophischen, später auch die theologischen und kirchenpolitischen. Wyclif forderte aufgrund der sittlichen Verfallserscheinungen des Klerus in England und in Böhmen die Abkehr der Kirche von Besitz und weltlicher Macht.
Jan Hus begann 1398, Theologie zu studieren, wurde 1400 zum Priester geweiht, 1401 zum Dekan der philosophischen Fakultät ernannt und 1402 zum Professor berufen. Das Amt des Rektors der Prager Universität, an der er Theologie und Philosophie lehrte, bekleidete er in den Jahren 1409 und 1410.

### Wirkung als Priester und Prediger

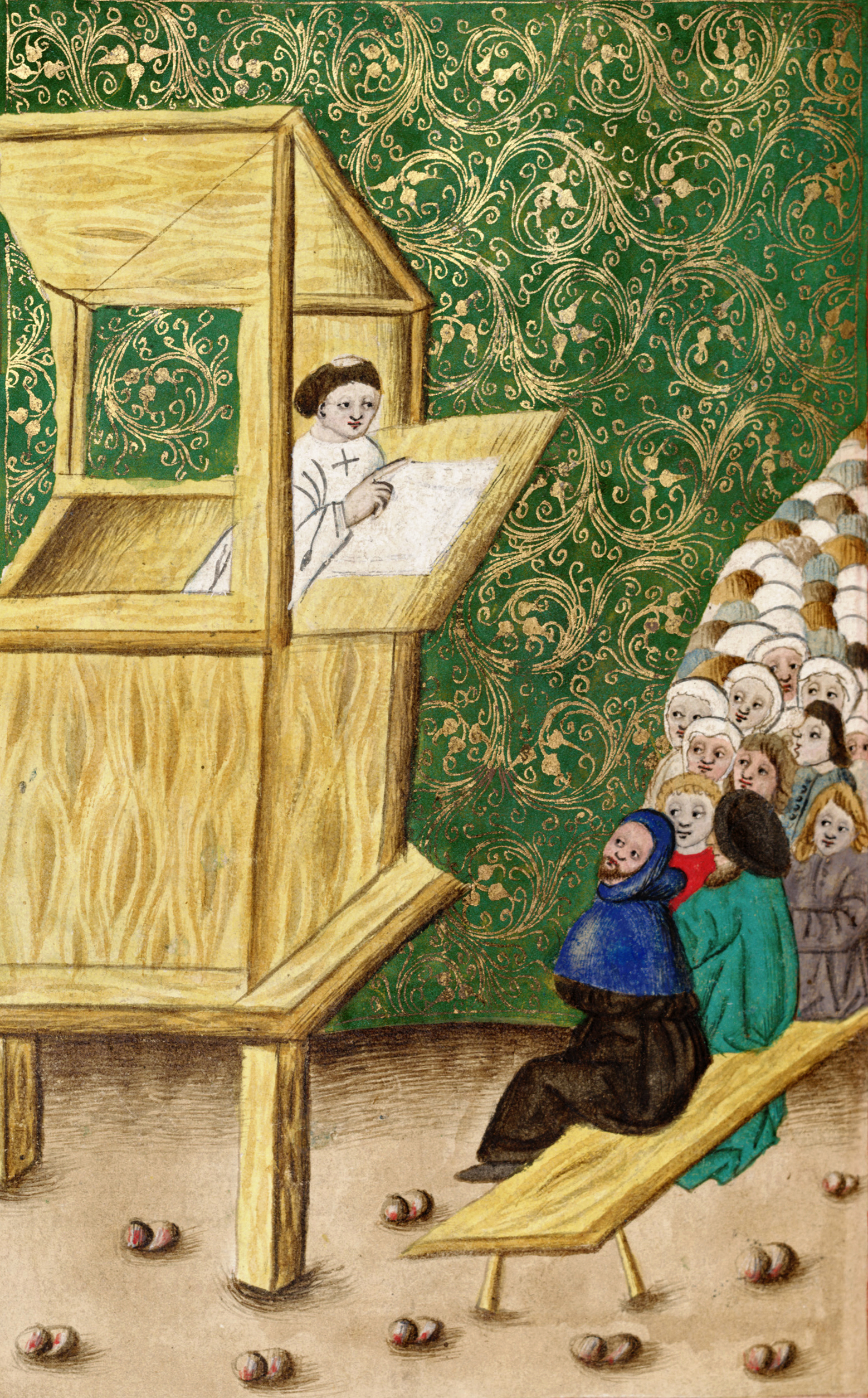
Predigt des Jan Hus, Jenaer Kodex

Ab 1402 predigte Hus in tschechischer Sprache in der Bethlehemskapelle in der Prager Altstadt und führte das gemeinsame Singen während des Gottesdienstes in der tschechischen Landessprache ein. Er hielt dort jährlich rund 200 Predigten auf Tschechisch und förderte so auch das tschechische Nationalbewusstsein. Hus, der zunächst unter Erzbischof Zbynko Zajíc von Hasenburg großes Ansehen genoss, wurde von diesem mehrfach zum Synodalprediger bestimmt. Er wurde Beichtvater der Königin Sophie von Bayern. Hus predigte eine strenge, tugendhafte Lebensweise und eiferte gegen Zeitgeist und Mode, so dass er gelegentlich die Zünfte der Schuster, Hutmacher, Goldschmiede, Weinhändler und Wirte gegen sich aufbrachte.
Beeinflusst durch die Lehren Wyclifs, kritisierte er den weltlichen Besitz der Kirche, die Habsucht des Klerus und dessen Lasterleben. Er kämpfte leidenschaftlich für eine Reform der verweltlichten Kirche, trat für die Gewissensfreiheit ein und sah in der Bibel die einzige Autorität in Glaubensfragen. Damit widersprach er der Doktrin der Amtskirche, nach der in Glaubensfragen der Papst die letzte Instanz sei. Von John Wyclif übernahm Hus zudem die Lehre der Prädestination und setzte sich dafür ein, im Gottesdienst die Landessprache zu verwenden.
Im Jahr 1408 erfuhr der Prager Erzbischof von Hus’ Predigten und enthob ihn daraufhin seiner Stellung als Synodalprediger. Das Lesen der Messe und das Predigen wurden ihm verboten. Er hielt sich aber nicht an diese Verbote, predigte weiterhin gegen Papsttum und Bischöfe und brachte in kurzer Zeit große Teile Böhmens auf seine Seite.
Um der Reformbestrebungen Herr zu werden, unterwarf sich der Prager Erzbischof Alexander V. – einem der damaligen drei Päpste – und erwirkte von ihm eine Bulle, die die Auslieferung der Schriften Wyclifs und den Widerruf seiner Lehren forderte. Außerdem sollte das Predigen außerhalb der Kirchen verboten werden. Nachdem diese Bulle am 9. März 1410 veröffentlicht worden war, ließ der Erzbischof über 200 Handschriften Wyclifs öffentlich verbrennen und verklagte Jan Hus in Rom. Hus, der sich dort erfolglos durch Abgesandte vertreten ließ, wurde daraufhin im Juli 1410 mit einem Kirchenbann belegt. Gegenpapst Johannes XXIII. bannte ihn im Februar 1411. Hus wurde exkommuniziert und der Stadt Prag verwiesen, was in Prag zu Unruhen führte.
Aufgrund seiner Beliebtheit, die in Volksdemonstrationen gipfelte, lehrte Hus unter dem Schutz des Königs zunächst noch ein Jahr weiter. Er verurteilte nun die Kreuzzugs- und Ablassbullen von Johannes XXIII. 1412 musste Hus jedoch fliehen.

### Jan Hus und das tschechische Nationalbewusstsein
Böhmen war das einzige Königreich im Heiligen Römischen Reich. Prag war zu Hus’ Zeit kaiserliche Residenzstadt. Neben dem Deutschen König und/oder „Römischen“ Kaiser gab es also den böhmischen König, wenn diese Würden nicht gerade in Personalunion zusammenfielen.
Als die Prager Karls-Universität zum Abendländischen Schisma Stellung nehmen sollte, war Hus Wortführer der Tschechen. Die Universität war nach den vier „Nationalitäten“ Bayern, Sachsen, Polen und Böhmen gegliedert. König Wenzel hatte sich seit 1408 bereiterklärt, das Konzil von Pisa, das das päpstliche Schisma zu überwinden suchte, zu unterstützen, ebenso wie die böhmische Nation der Universität. Die deutschen Nationen sowie Erzbischof Zbyněk hingegen hielten an ihrer römischen Obedienz fest. Die Fronten verhärteten sich, als sich die Magister der böhmischen Nation zum Wyclifschen Realismus bekannten, der die philosophische Grundlage für die theologische Kritik Hussens und anderer böhmischer Theologen bildete.
Diese Oppositionsbildung führte schließlich zum Kuttenberger Dekret von 1409, das die Stimmenverteilung an der Universität grundlegend änderte. Mit einer Stimmenmehrheit der deutschen Nationen wäre eine neutrale Position gegenüber den beiden Päpsten in Avignon und Rom nicht durchzusetzen gewesen. Wenzel erteilte daher den Böhmen drei Stimmen, den Bayern, Polen und Sachsen zusammen dagegen nur eine. Die Tschechen erklärten sich zusammen mit König Wenzel für neutral, während die Deutschen zusammen mit Erzbischof Zbyněk an Gregor XII. festhielten.
Neben Jan Hus hatte Hieronymus von Prag, der 10 Monate nach Hus auf dem Konzil von Konstanz als Häretiker verbrannt wurde, wesentlichen Einfluss auf die Durchsetzung des Dekrets. Zum ersten Mal spielten bei einem Aufbegehren des tschechischen Volkes nationalistische Motive eine Rolle, die maßgeblich für die Ausbildung des hussitischen Engagements waren. Infolge des Kuttenberger Dekrets verließen wenigstens 1000 deutsche Studenten mit ihren Professoren Prag und veranlassten die Gründung der Universität Leipzig.
Als der Gegenpapst Johannes XXIII. einen neuen Kreuzzug gegen den König von Neapel verkündete und jedem „Kreuzträger“ vollkommenen Ablass versprach, verurteilte Hus öffentlich diese Praxis, wodurch er großen Zulauf erfuhr. Jedoch zerbrach dadurch endgültig das Verhältnis zum König, der selbst finanzielle Interessen am geplanten Ablasshandel hatte. In Prag brachen neue Unruhen aus, als am 14. Juli 1412 drei junge Männer, die sich öffentlich gegen den Ablasshandel gewandt hatten, hingerichtet wurden. In der Reformbewegung wurden sie sofort als Märtyrer verehrt.
Aufgrund des größer werdenden Drucks floh Hus 1412 aus Prag und lebte bis 1414 auf der Ziegenburg in Südböhmen und auf der Burg Krakovec in Mittelböhmen. Dort verfasste er mehrere seiner Werke und leistete damit einen wesentlichen Beitrag zur Weiterentwicklung der tschechischen Schriftsprache. In dieser Zeit setzte er seine Mitwirkung an der Bibelübersetzung in die Landessprache fort (eine neue vollständige Übersetzung des Alten Testaments und Überarbeitung von älteren Übersetzungen des Neuen Testaments entstand in seiner Umgebung). Erste Veröffentlichung der neuen Textteile erfolgte in seinem Werk Postila (1413).
Hus begab sich nun nach Husinec, an seinen Geburtsort. In dieser Phase verfasste er zahlreiche Schriften und Pamphlete. Er erreichte, dass der mit der Kirche in Widerspruch liegende Teil des böhmischen Adels ihn und seine Anhänger schützte. Einige hatten sich für den Fall, seine Ideen seien erfolgreich, vermutlich auch Hoffnungen auf die Kirchenbesitztümer gemacht, weil der Klerus nach Wyclifs Lehren bei Unwürdigkeit zu enteignen sei.
Hus durchzog das Land als Wanderprediger und fand zahlreiche Anhänger. 1413 schrieb Hus De ecclesia (Über die Kirche). Darin vertrat er die Ansicht, dass die Kirche eine hierarchiefreie Gemeinschaft sei, in der nur Christus das Oberhaupt sein könne. Ausgehend vom augustinischen Kirchenbegriff definierte er die Kirche als Gemeinschaft der Prädestinierten, also aller von Gott erwählten Menschen. In der sichtbaren Kirche gebe es jedoch zudem auch die nicht erwählten Menschen, die das corpus diaboli bildeten. Hus vertrat die Ansicht, dass viele Häupter der Kirche in Wahrheit Glieder des Teufels seien.

### Besuch des Konstanzer Konzils

#### Zusicherung des freien Geleits

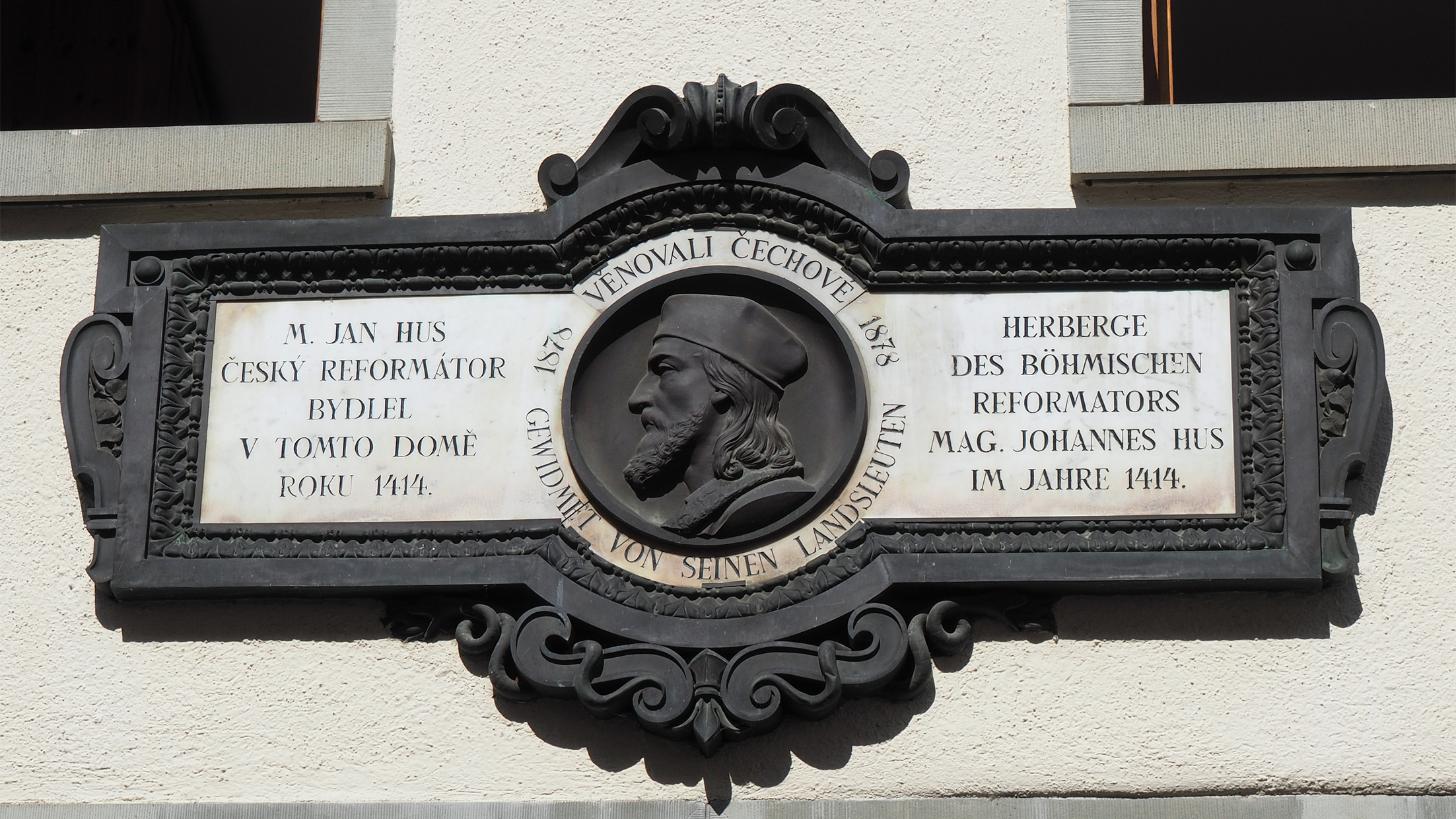
Inschrift am Hus-Museum in der Hussenstraße 64. Die Inschrift ist irreführend. Der Standort der Konstanzer Herberge von Jan Hus im Jahre 1414 lässt sich nicht mehr eindeutig belegen.

Die Unruhen und theologischen Streitigkeiten in Böhmen beschäftigten auch das Konzil von Konstanz ab 1414. Es galt, den Ruf des Landes wiederherzustellen und sich vom Vorwurf, Häresie zu dulden, zu befreien. Der deutsche König Sigismund sicherte Hus freies Geleit (einen salvus conductus für Hin- und Rückreise und die Zeit des Aufenthalts) zu und stellte ihm einen Geleitbrief in Aussicht. Hus machte sich aber schon vorher auf den Weg, um seine Ansichten vor dem Konzil darzustellen. Trotz seiner Exkommunizierung und dem gegen ihn ausgesprochenen Großen Kirchenbann wurde er auf seinem Weg nach Konstanz überall freundlich empfangen. Er erreichte am 3. November Konstanz. Der Papst hob am 4. November 1414 die Kirchenstrafen gegen ihn auf. Zunächst predigte er drei Wochen in einer Herberge in der St.-Pauls-Gasse – heute Hussenstraße. (Der Standort der Herberge lässt sich nicht mehr eindeutig klären. Das heutige Hus-Museum Konstanz ist in einem Haus aus der damaligen Zeit untergebracht.)

#### Stationen der Einkerkerung

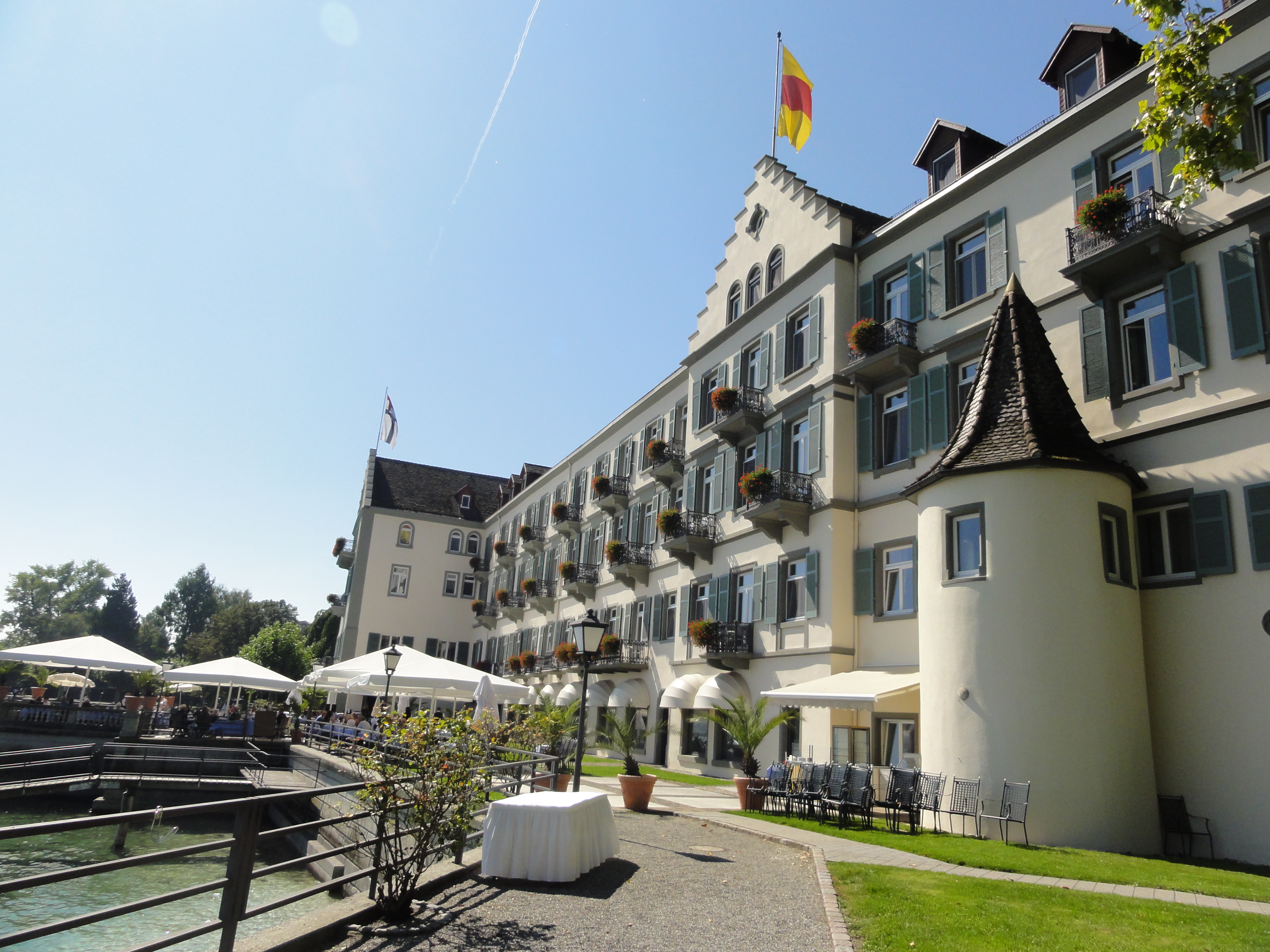
Inselhotel, früher Dominikanerkloster in Konstanz mit rundem Gefängnisturm, in dem Hus eingekerkert war

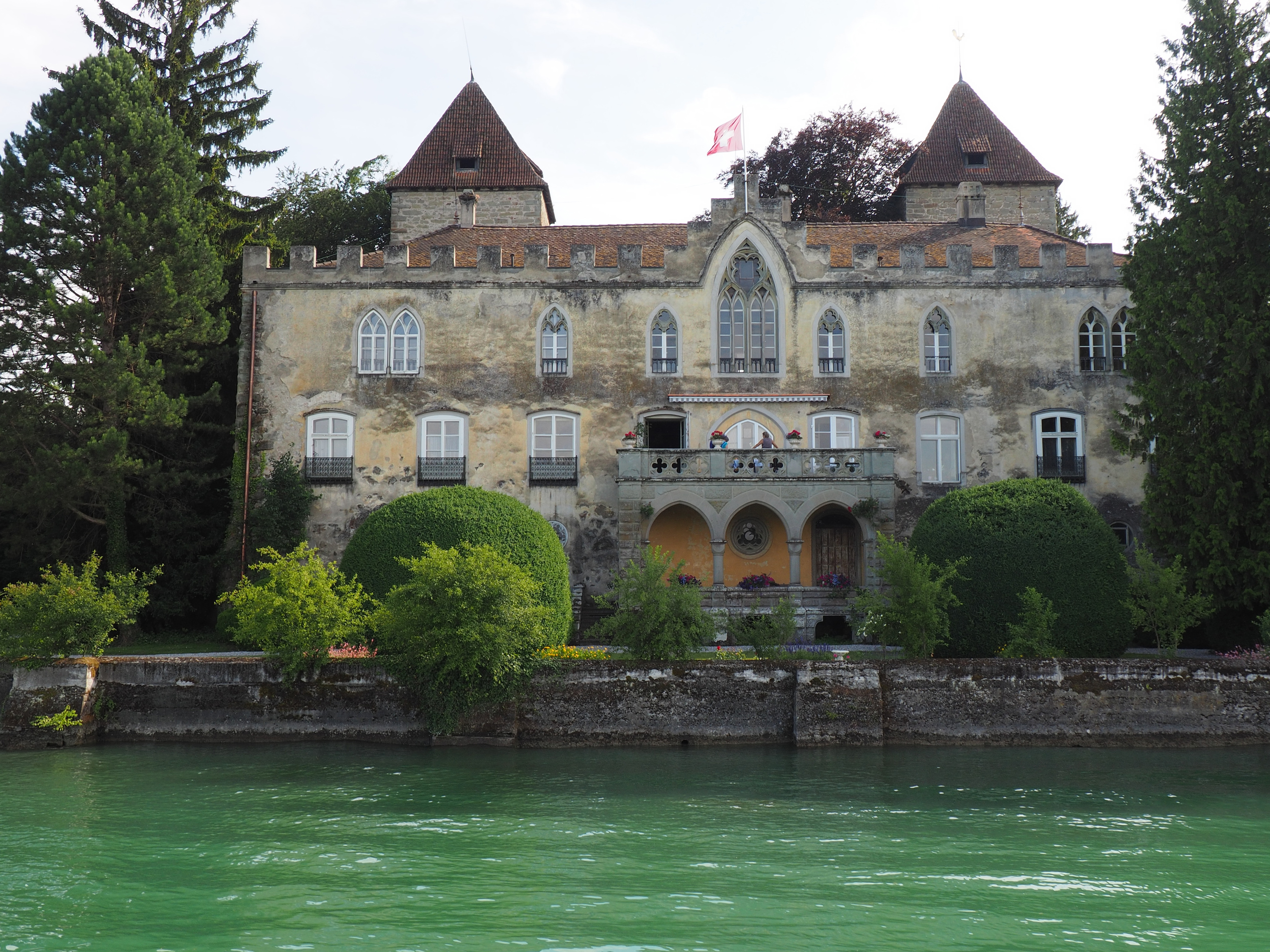
Schloss Gottlieben

Am 28. November wurde Hus jedoch verhaftet, zur Bischofspfalz beim Konstanzer Münster gebracht und im Haus des Domkantors eine Woche gefangengehalten.
Am 6. Dezember wurde er in einen halbrunden Anbau des Dominikanerklosters auf der Dominikanerinsel im Verlies festgesetzt. Hier durchlebte er einige qualvolle Monate. Bei Tage wurde er gefesselt und nachts in einen Verschlag gesperrt. Er war dem Gestank einer Kloake ausgesetzt, wurde schlecht ernährt und war von Krankheit gepeinigt. Da seinen Gegnern mit seinem Tode nicht gedient war – er sollte vorher seine Lehren widerrufen –, wurde er am 24. März 1415 in ein etwas erträglicheres Quartier verlegt, den Barfüßerturm an der späteren Stefansschule.
Als Sigismund am 24. Dezember 1414 eintraf, gab er sich über den Bruch des Geleitbriefes zornig, tat aber nichts, um Hus zu helfen. Da er die böhmische Krone seines Bruders Wenzel erben wollte, war ihm stärker daran gelegen, den Ruf Böhmens zu rehabilitieren. Die Geleitzusage Sigismunds wurde für nichtig erklärt, da Hus seine Ansichten nicht zurücknehmen wolle und deshalb nicht mehr die weltliche Ordnung für ihn zuständig sei, sondern die kirchliche (nach Auslegung seiner Gegner war die Zusage ohnehin nichtig, da es gegenüber einem Häretiker keine verpflichtende Zusage geben könne).
Im März 1415 floh Papst Johannes XXIII., als dessen Gefangener Hus galt, aus Konstanz. Hus kam daher am 24. März in den Gewahrsam des Bischofs von Konstanz, der ihn wenig später im Gefängnisturm des Schlosses Gottlieben einkerkern ließ, einer unweit von Konstanz gelegenen Wasserburg am Seerhein. Auch Johannes XXIII. wurde bald gefangen genommen, nach Konstanz zurückgebracht und selbst im Schloss Gottlieben eingekerkert.
Am 4. Mai 1415 verdammte das Konzil posthum auch John Wyclif und seine Lehre. Er war zu diesem Zeitpunkt bereits 30 Jahre tot. Mangels Vollstreckbarkeit wurde die Verbrennung seiner Gebeine angeordnet und einige Jahre später, 1428, tatsächlich durchgeführt.
Hus kam am 5. Juni 1415 in ein Franziskanerkloster. Dort verbrachte er die letzten Wochen seines Lebens. Vom 5. bis 8. Juni wurde Hus im Refektorium des Klosters verhört. Hus unterstützende böhmische und mährische Adlige erreichten, dass er auf dem Konzil sich und seine Lehren in aller Öffentlichkeit zumindest ansatzweise verteidigen durfte. Das Konzil verlangte von ihm den öffentlichen Widerruf und die Abschwörung seiner Lehren. Hus lehnte dies ab und blieb bis Ende Juni standhaft.

#### Kirchliche Verurteilung

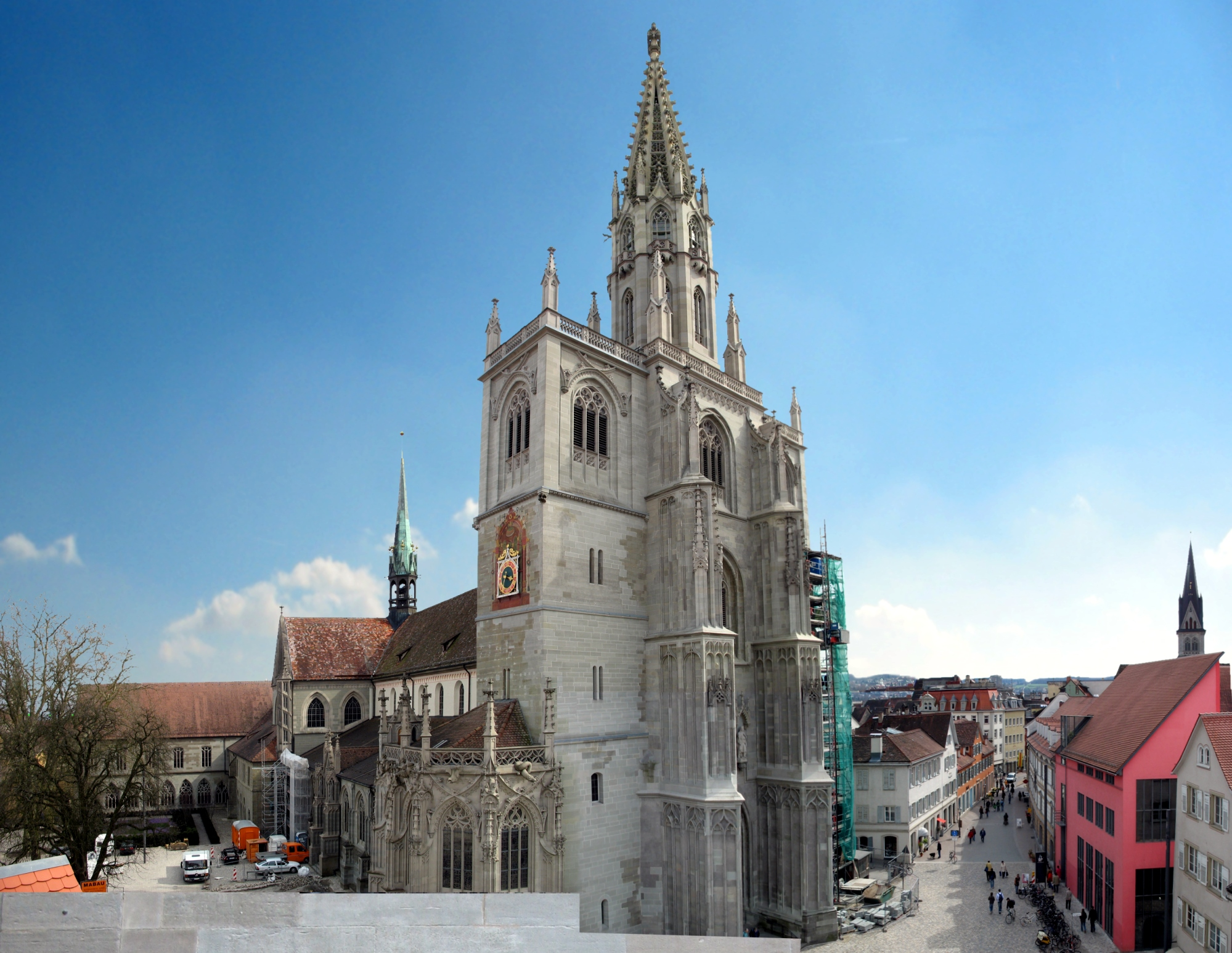
Konstanzer Münster

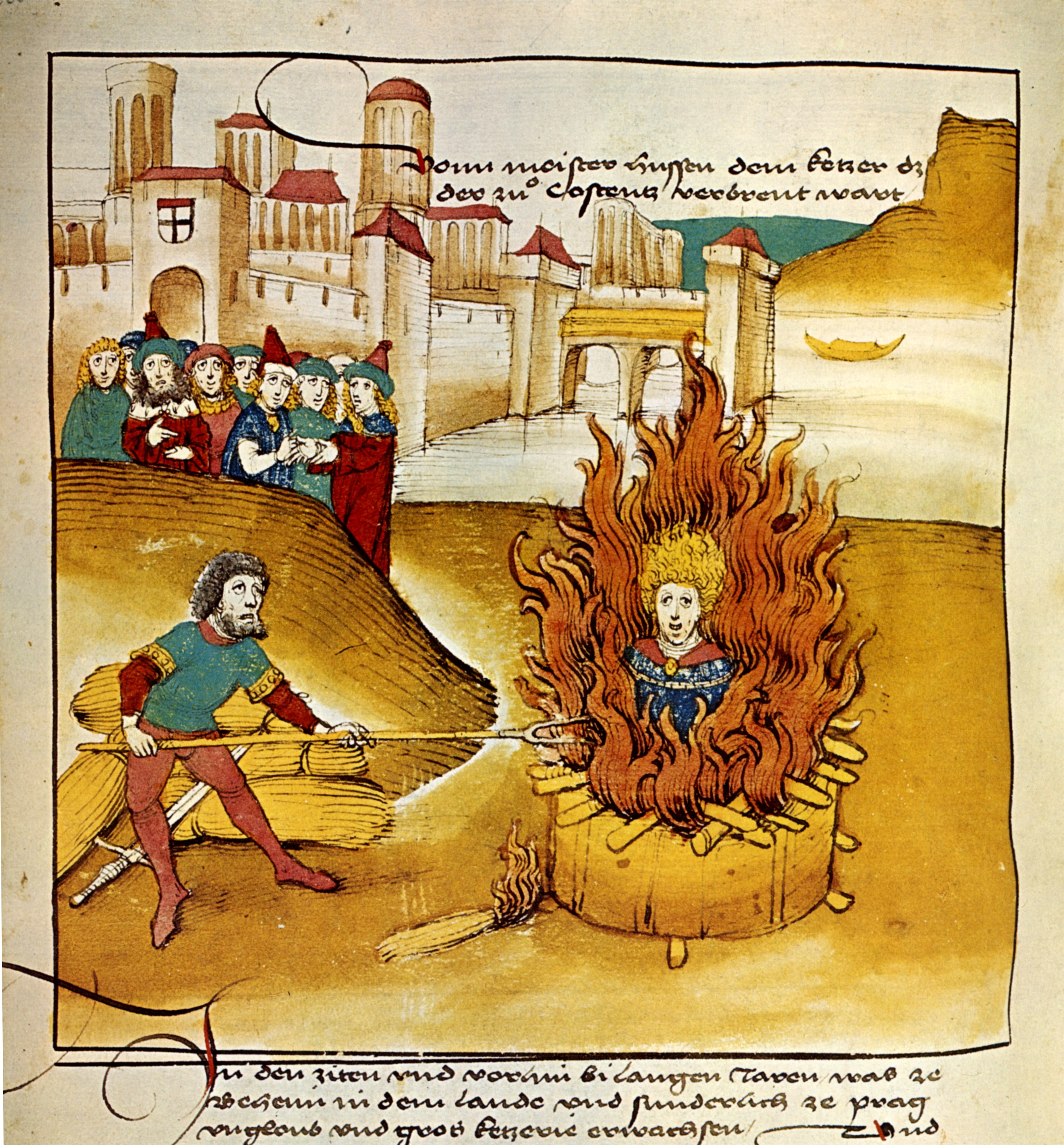
Jan Hus auf dem Scheiterhaufen (Spiezer Chronik, 1485)

Am Vormittag des 6. Juli 1415 wurde Hus in der Versammlung des Konzils im Dom, dem späteren Konstanzer Münster, auf Grund seiner Lehre von der „Kirche als der unsichtbaren Gemeinde der Prädestinierten“ als Häretiker zum Feuertod verurteilt. Beteiligt am Konzil im Dom waren als Repräsentanten der weltlichen Mächte König Sigismund, Friedrich von Brandenburg, Ludwig III. von der Pfalz und ein ungarischer Magnat. Die Beteiligten am kirchlichen Schuldspruch waren der Kardinalbischof von Ostia, der Bischof von Lodi, der Bischof von Concordia und der Erzbischof von Mailand. Da Papst Gregor XII. zuvor abgedankt hatte und Johannes XXIII. kurz zuvor abgesetzt worden war, erfolgte die Verurteilung ohne päpstliche Beteiligung.

#### Weltliche Hinrichtung
Hus wurde der weltlichen Gewalt übergeben. Im Auftrag des Königs vollstreckte Pfalzgraf Ludwig das als Reichsgesetz geltende Urteil. Die Phasen der Hinrichtung beschrieb Ulrich Richental in seiner Chronik. Der Weg führte vom Münster über die heutige Wessenbergstraße (damals noch Plattengasse), den Obermarkt und das Paradieser Stadttor ein kurzes Stück Richtung Gottlieben zum Brühl auf den Schindanger. Jan Hus wurde am Nachmittag des 6. Juli 1415 auf dem Brühl, zwischen Stadtmauer und Graben, zusammen mit seinen Schriften lebendigen Leibes verbrannt. Zuvor wurde ihm eine Schandkrone aus Papier aufs Haupt gesetzt. Es waren „drei schauerliche Teufel darauf gemalt, wie sie gerade die Seele mit all ihren Krallen zerren und festhalten wollen. Und auf dieser Krone war der Titel seiner Prozesssache angeschrieben: ‚Dieser ist ein Erzketzer‘.“ Kurz vor der Hinrichtung kam Reichsmarschall Haupt II. von Pappenheim angeritten und forderte Hus im Namen von König Sigismund zum letzten Mal zum Widerruf auf. Hus weigerte sich. „Der Reichsmarschall schlug zum Zeichen der Exekution in die Hände. Die Fackel wurde an den Holzstoß gelegt.“ Seine Asche streuten die Henker in den Rhein. Seit 1863 erinnert ein Gedenkstein am mittelalterlichen Richtplatz an der Mündung der danach benannten Straße Zum Hussenstein in die Straße Am Anger daran.

#### Abschiedsbrief
In seinem Abschiedsbrief hatte Hus an seine Freunde geschrieben:

„Das aber erfüllt mich mit Freude, daß sie meine Bücher doch haben lesen müssen, worin ihre Bosheit geoffenbart wird. Ich weiß auch, daß sie meine Schriften fleißiger gelesen haben als die Heilige Schrift, weil sie in ihnen Irrlehren zu finden wünschten.“

## Allgemeine Zeitumstände
Die Verurteilung von Jan Hus fiel in eine Zeit, in der um die weltliche und um die kirchliche Vormachtstellung mit allen Mitteln gekämpft wurde.
Sigismund gewann den Machtkampf gegen seinen Vetter Jobst von Mähren nach dem Tod König Ruprechts. Drei Papstanwärter kämpften um den Anspruch, Papst zu sein: Gregor XII. in Rom, Benedikt XIII. in Avignon sowie in Pisa Alexander V. und nach ihm Johannes XXIII. Zwar wurden die Machtfragen geregelt, nicht aber die unter anderem von Hus eingeforderten Reformen durchgeführt. Nach der Absetzung des Papstes Johannes XXIII. und der Hinrichtung von Jan Hus galten mit der Wahl des neuen Papstes Martin V. im Konzilsgebäude am Hafen von Konstanz im Jahr 1417 die bestehenden Ordnungen als bestätigt.
Die Hinrichtung löste den Ersten Prager Fenstersturz aus. Während der darauffolgenden Hussitenkriege (1419–1434) wurden fünf Kreuzzüge gegen die aufständischen Taboriten entsandt. Die Kriege verwüsteten in der ersten Hälfte des 15. Jahrhunderts nicht nur Böhmen und Mähren, sie griffen auch auf die Nachbarländer über, bis die Hussiten zuerst durch Zugeständnisse, später auch durch innere Zerrüttung besiegt wurden.

## Die Lehre des Jan Hus

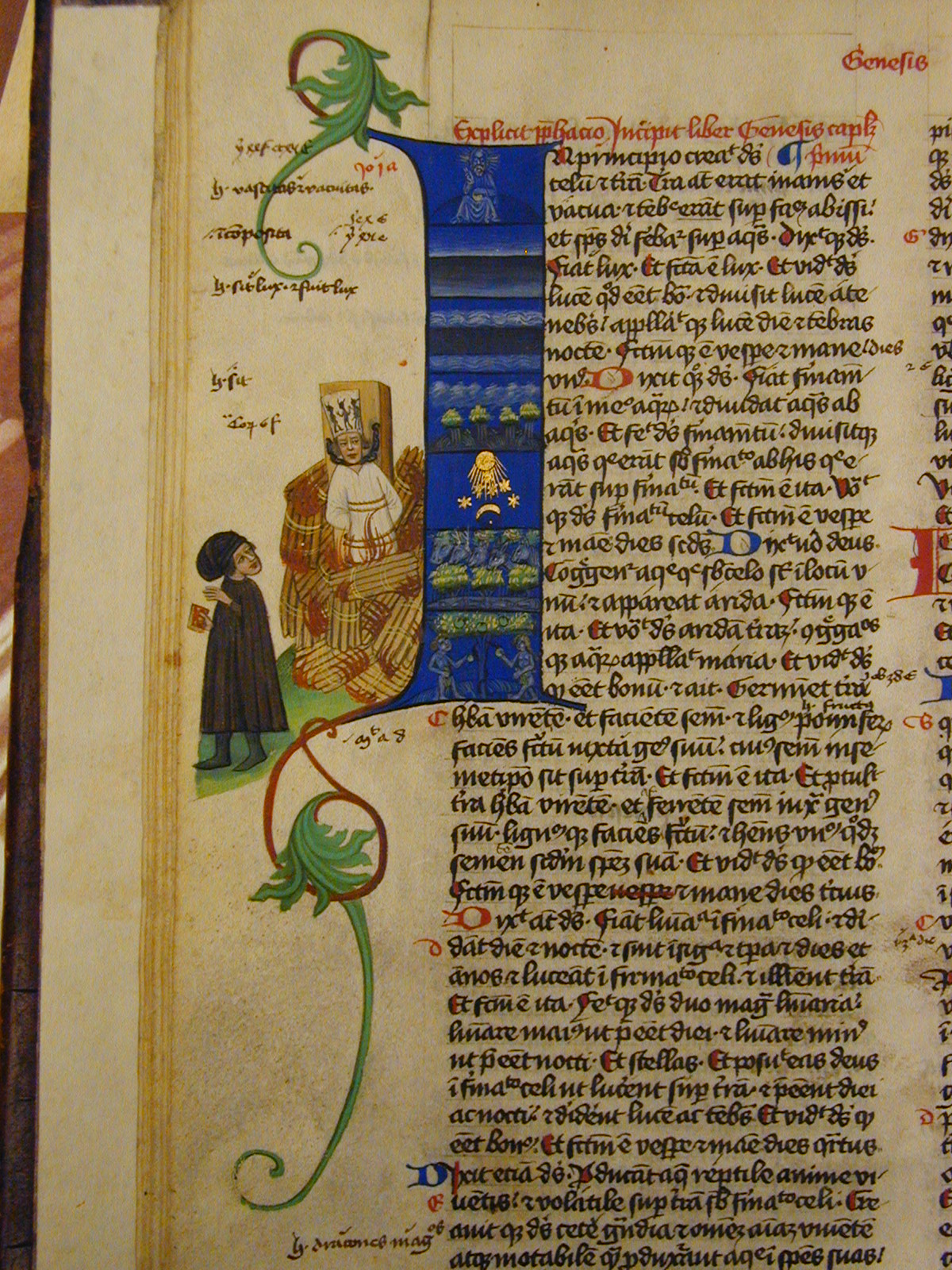
Jan Hus, Illumination in einer Bibelhandschrift aus dem 15. Jahrhundert

Hus war stark beeinflusst von den Lehren John Wyclifs. In seinen überwiegend kompilatorischen Schriften sind Wyclifs Anschauungen zum Teil wörtlich wiedergegeben, was der Schriftstellermanier des Mittelalters durchaus entsprach. Einiges hat Hus von Wyclif auch nicht übernommen. So hielt er an der Messe, der Lehre von der Transsubstantiation und der Lehre vom Fegefeuer fest, lehnte die Fürbitte der Gottesmutter Maria und der anderen Heiligen jedoch ab.

### Der Begriff der Kirche
Nach Jan Hus ist die Kirche die Gesamtheit aller Prädestinierten (der Vorherbestimmten) (ecclesia est universitas praedestinatorum). Ihre Prädestination macht sie zu Mitgliedern der heiligen Kirche. Christus ist das Haupt – und kein Haupt außer ihm – der Kirche, das ihr selbst und jedem einzelnen Mitglied geistliches Leben vermittelt. Es gibt nach Hus von Anfang an nur eine Kirche, deren Mitglieder vorherbestimmt sind und nicht vor dem Tag des Gerichtes Gottes bekanntwerden. Für Hus ist der Begriff Kirche vorwiegend ein geistlicher und weniger ein institutioneller.
Hus unterscheidet zwischen Kirchenmitgliedern der Sache und dem Namen nach. Ein Mitglied der Institution Kirche muss nicht zu den Prädestinierten gehören, genauso wie ein Nichtmitglied der Institution Kirche zur geistlichen Kirche der Prädestinierten gehören kann. Ein Mensch zeigt seine Prädestination durch sein Verhalten.
Hus teilt die Kirche in drei Teile ein: Das Volk, die weltliche Herrschaft und den Klerus. Der weltlichen Herrschaft komme die Aufgabe zu, die Diener Gottes zu beschützen und das Gesetz Gottes zu verteidigen. Die Diener Gottes sollen „die Welt verbessern, die Kirche beleben als die Seele derselben und nach allen Seiten Christus am nächsten folgen“.

### Die Geistlichen
Hus verlangt von einem Geistlichen ein wahrhaftiges und heiliges Leben mit dem Ziel, den Gläubigen zu dienen. Er beklagt, dass die Geistlichen seiner Zeit Gott verachteten und durch Gewinnsucht und Heuchelei die Kirche in Verruf brächten. Statt dem Volke zu helfen – so Hus –, berauben sie es, statt es zu verteidigen, unterdrücken sie es noch grausamer als die weltlichen Herren.
Die Geistlichkeit habe die Aufgabe, das Evangelium zu verkünden und dem Volk mit den Sakramenten zu dienen. Auch hier sieht Hus den Gegensatz zur damaligen Priesterschaft, welche nach seinen Worten nicht aus „göttlichem Trieb“ predige, sondern um des Gewinnes willen. Viele forderten Geschenke oder Geld für Salbung, Taufe, Kommunion, Ordination, Konsekration der Altäre und Begräbnisse. Hus kritisiert den Ablasshandel, erfundene Reliquien, Bilderverehrung und erfundene Wunder. Die Gnade Gottes dürfe nicht käuflich sein.
„Die Priester predigen wohl gegen unsere Unzucht und unsere Laster“, so beklagt Hus, „aber von den ihrigen sagen sie nichts, also ist es entweder keine Sünde, oder sie wollen das Privilegium haben“. Die Geistlichen, die im Heer der Gläubigen in vorderster Linie stehen, müssen nach seiner Auffassung auch von allen übrigen Gläubigen ermahnt und bestraft werden können, wenn sie irren oder sündigen.

### Das Papsttum
Für Hus war der Begriff Papst genauso wenig ein institutioneller wie sein Begriff der Kirche. Nicht das Amt, sondern das Verhalten befähige einen Papst. Er wandte sich gegen Lehren, dass dem Papst unbegrenzte Autorität zukomme, dass er weder Gott noch Mensch sei, dass der Papst einen Bischof ohne Grund absetzen dürfe und dass er von apostolischen Vorschriften in der Bibel Abstand nehmen dürfe. Mit „der heiligste Vater auf Erden“ könne nur jemand gemeint sein, der auf heilige Weise lebe, Christus in Armut, Demut, Friedfertigkeit und Keuschheit nachfolge, nicht aber jemand, der in offenkundiger Habgier, in offenem Hochmut und in anderen Sünden lebe. Auch hier zeigt sich Jan Hus’ Grundhaltung, dass sich Inhaber von kirchlichen Ämtern, inklusive des Papstamtes, an den Aussagen und Werten der Bibel messen lassen müssen, eine Auffassung, die er von Wyclifs Lehre bestätigt sah.

### Die Heilige Schrift
Hus sah die Bibel als „ganz wahr und hinreichend zur Seligkeit des Menschengeschlechts“ an. Sie sei der Maßstab, nach dem sich das Leben richten müsse. Alle religiöse Wahrheit sei in ihr enthalten. Die Schrift sei eine Waffe gegen den Teufel, die auch schon Christus gebraucht habe, indem er dem Teufel nicht befohlen, sondern argumentiert habe. Er wandte sich gegen die Lehre, dass die Autorität der Kirche über der Bibel stehe. Die so lehrten, wollten sich selbst von Kritik freihalten und das Volk über die Heilige Schrift in Unkenntnis halten, damit es gefügig bleibe.
Hus forderte, nichts zu glauben, festzuhalten, zu behaupten und zu predigen, was nicht durch die Aussagen der Bibel begründbar sei. Die Schrift, so Hus, müsse geglaubt werden, sie sei der Zugang zum Himmelreich.

### Das Abendmahl
Das Abendmahl gehörte für Hus zu den „tiefsten und geheimsten und höchsten Mysterien unseres Glaubens“. Es könne von einem Menschen nicht voll begriffen werden. Die geistliche Erfahrung müsse als die wichtigere der sakramentalen Erfahrung immer vorausgehen. Christus habe dieses Sakrament eingesetzt zum Gedächtnis seines Leidens, seines Lebens und Wirkens, seiner Auferstehung und Himmelfahrt. Dies solle der Priester im Gedächtnis haben, wenn er das Sakrament spende. Entgegen der vorherrschenden Lehre seiner Zeit betonte Hus, dass das Abendmahl in Brot und Wein auch für Laien bestimmt sei. Er könne aus der Schrift eine Einschränkung nicht herauslesen. Das Ziel des Abendmahls sei, „In Christo bleiben und ihn bleibend in sich haben; in Ewigkeit nicht sterben; das ewige Leben haben“.
Die Praxis des Abendmahls gehört noch immer zu den theologisch diskutierten Punkten innerhalb der Christenheit. Hus betonte zunächst die Notwendigkeit des Glaubens an die Worte Jesu, welcher sagte, das Brot sei sein Leib und der Wein sei sein Blut. Darüber hinaus würden Brot und Wein durch die vom Priester verlesenen Einsetzungsworte geweiht, so dass das Brot in den wahren Leib Christi und der Wein in das wahre Blut Christi transsubstanziiert (verwandelt) würden.

### Häresie

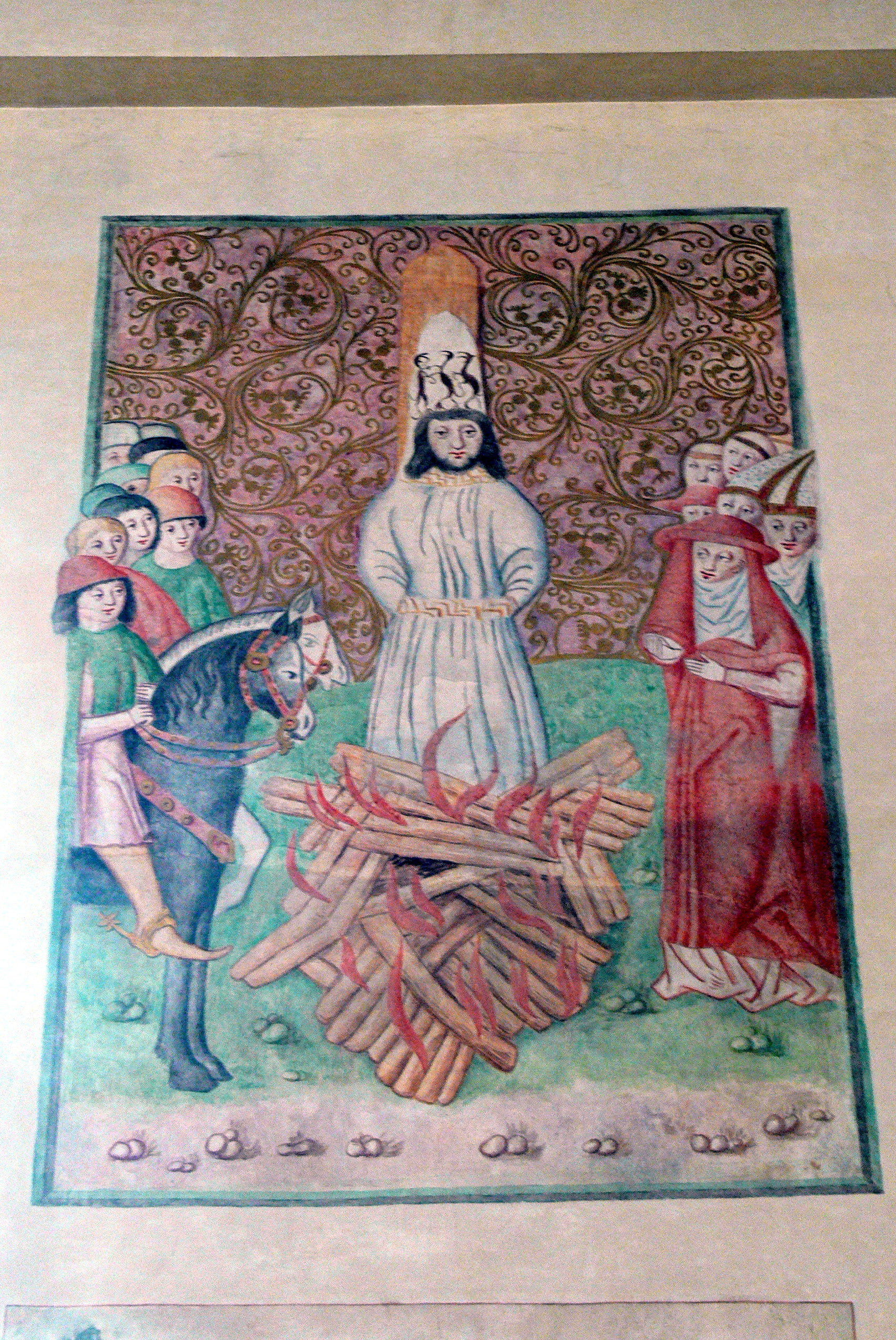
Bethlehemskapelle (Prag): Die Hinrichtung von Jan Hus

Häresie habe drei Ursachen: Abkehr vom Gesetz Gottes, Lästerung und Ämterkauf. Eine Lästerung sei es, wenn ein Mensch Gott beschuldigt, wenn Gott hartnäckig in Gedanken beleidigt werde, indem man ihm seine Macht nicht zutraut, oder wenn man das, was Gott allein gebühre, einer menschlichen Kraft oder einer anderen Kreatur zuerkenne. In seiner Schrift über Häresie und Simonie (Ämterkauf) wies Hus darauf hin, dass auch Jesus als Lästerer beschuldigt und hingerichtet worden sei. Besonders heftig stritt Hus gegen den Verkauf kirchlicher Ämter, die andere Häresien nach sich ziehe, nicht die Fähigsten auf die Posten bringe und die Menschen verderbe.

### Die Werke Jan Hus’
- Výklad Viery, Desatera a Páteře (Auslegung des Glaubens, der Zehn Gebote und des Vaterunsers). 1412.
- Výklad Viery, Desatera božieho přikazanie a modlitby páně (Auslegung des Glaubens, der Zehn Gebote und des Vaterunsers). 1412. 1480 in mittelniederdeutscher Übersetzung Dat bokeken van deme repe., De uthlegghinge ouer den louen. von Johannes von Lübeck als erster Druck von Hus erschienen.[19]

- Katechetische Schrift. 1520 posthum erschienen, in südböhmischer Verbannung (Burg Kozí Hrádek) vollendet.
- Dcerka (Töchterchen). 1412.
- Knížky o svatokupectví (Büchlein über die Simonie). 1413.
- Postila aneb Vyloženie svatých čteni nedĕlních (Postille oder Auslegung der heiligen Lesungen zum Sonntag). 1413.
- O šesti bludiech (Über die sechs Irrtümer). 1413.
- De ecclesia (Über die Kirche, tschechisch O církvi).
- Orthographia Bohemica (Über die tschechische Rechtschreibung, tschechisch O českém pravopise). Die Autorschaft dieser Schrift ist nicht sicher.
- De Causa Boemica, Paulus Constantius, Vulgo refragari quosdam celeberrimi, Constantiensis Concilii sententiae,qua, Hvssitae, damnati sunt, constat.Quare uisum est, mihi hũc ea de re in lucem edere librum, […] . Hagenau: Anshelm, Thomas, 1520. Digitalisierte Ausgabe der Universitäts- und Landesbibliothek Düsseldorf

## Würdigung und Gedenken

### Erinnerungsorte in Tschechien

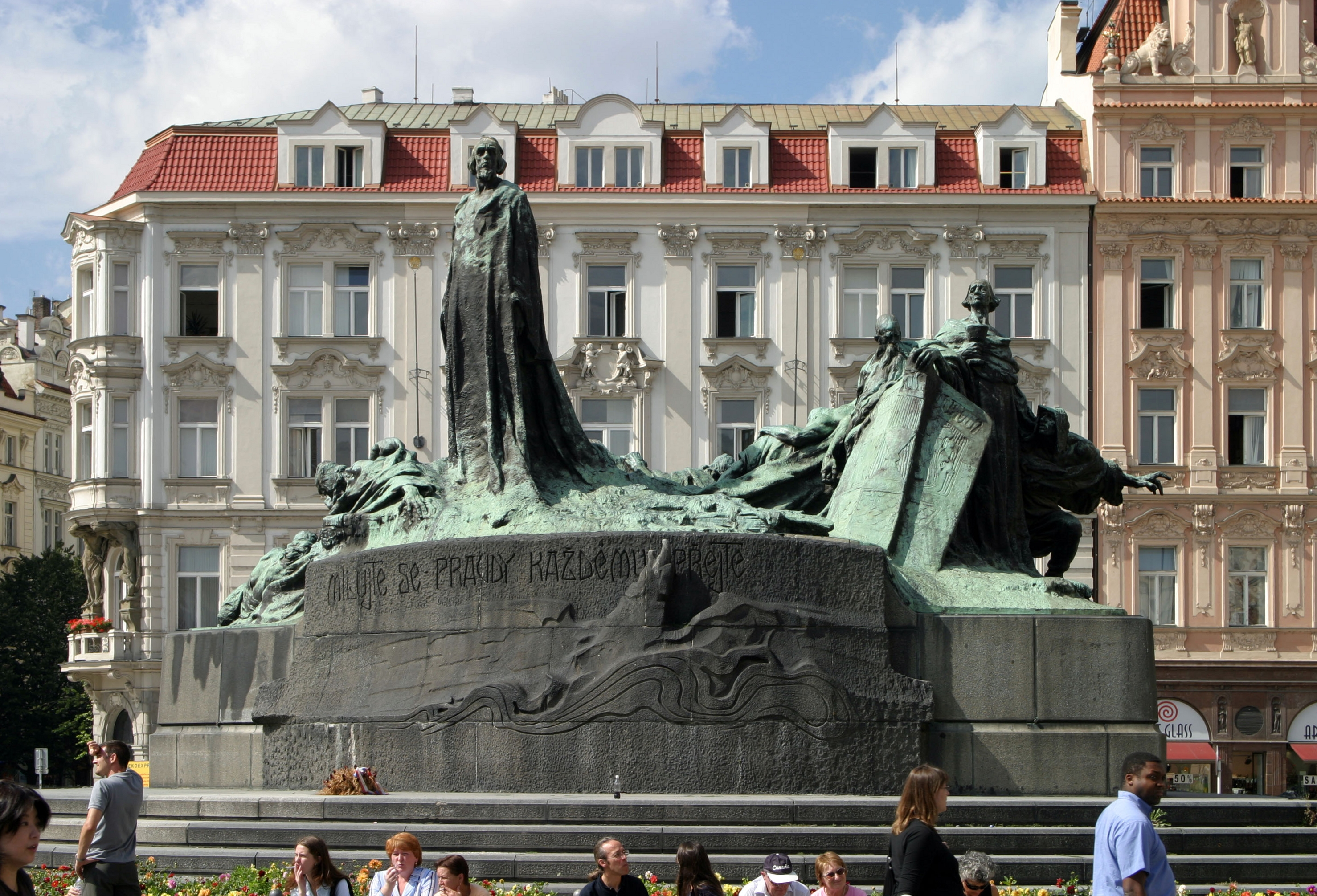
Jan-Hus-Denkmal in Prag

In der Prager Bethlehemskapelle erinnern Wandmalereien an das Schicksal von Hus, der von der Kanzel dieses in der Altstadt gelegenen Gotteshauses von 1402 bis 1412 vor bis zu 3.000 Besuchern predigte.
Zum Gedenken an den Reformator an seinem 500. Todestag wurde ein monumentales Hus-Denkmal auf dem Altstädter Ring in Prag eingeweiht. 1903 wurde feierlich der Grundstein des Denkmals gelegt. Die ebenfalls monumentale Bronzeplastik von Ladislav Šaloun wurde 1915 neben der katholischen barocken Mariensäule enthüllt.
Im Geburtsort Husinec steht zu seiner Erinnerung eine Bronzestatue. Die Stadt Jičín ließ 1872 ein Hus-Denkmal aufstellen. In Horní Blatná ehrt ein Denkmal vor der Laurentiuskirche den Reformator. Vor der Burg Krakovec erinnert eine von Milan Vácha geschaffene Statue an Jan Hus.
Statuen sind für den 600. Todestag von Jan Hus, am 6. Juli 2015, in Planung und Bearbeitung für die Orte Husinec u Řeže, Prag, Kozí Hrádek (bei Tábor) und Lidice.

### Erinnerungsorte in und um Konstanz

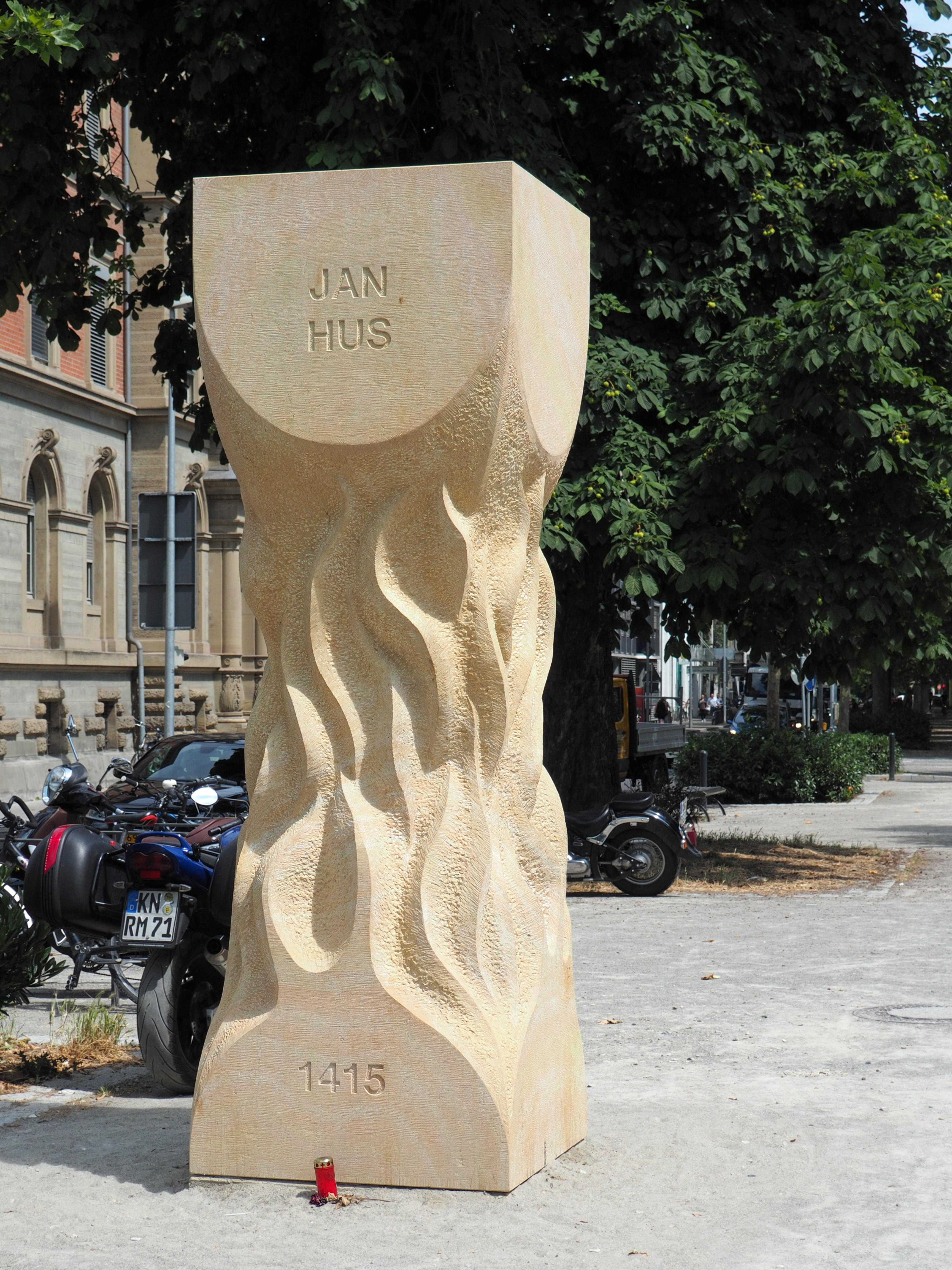
Denkmal für Jan Hus in Konstanz

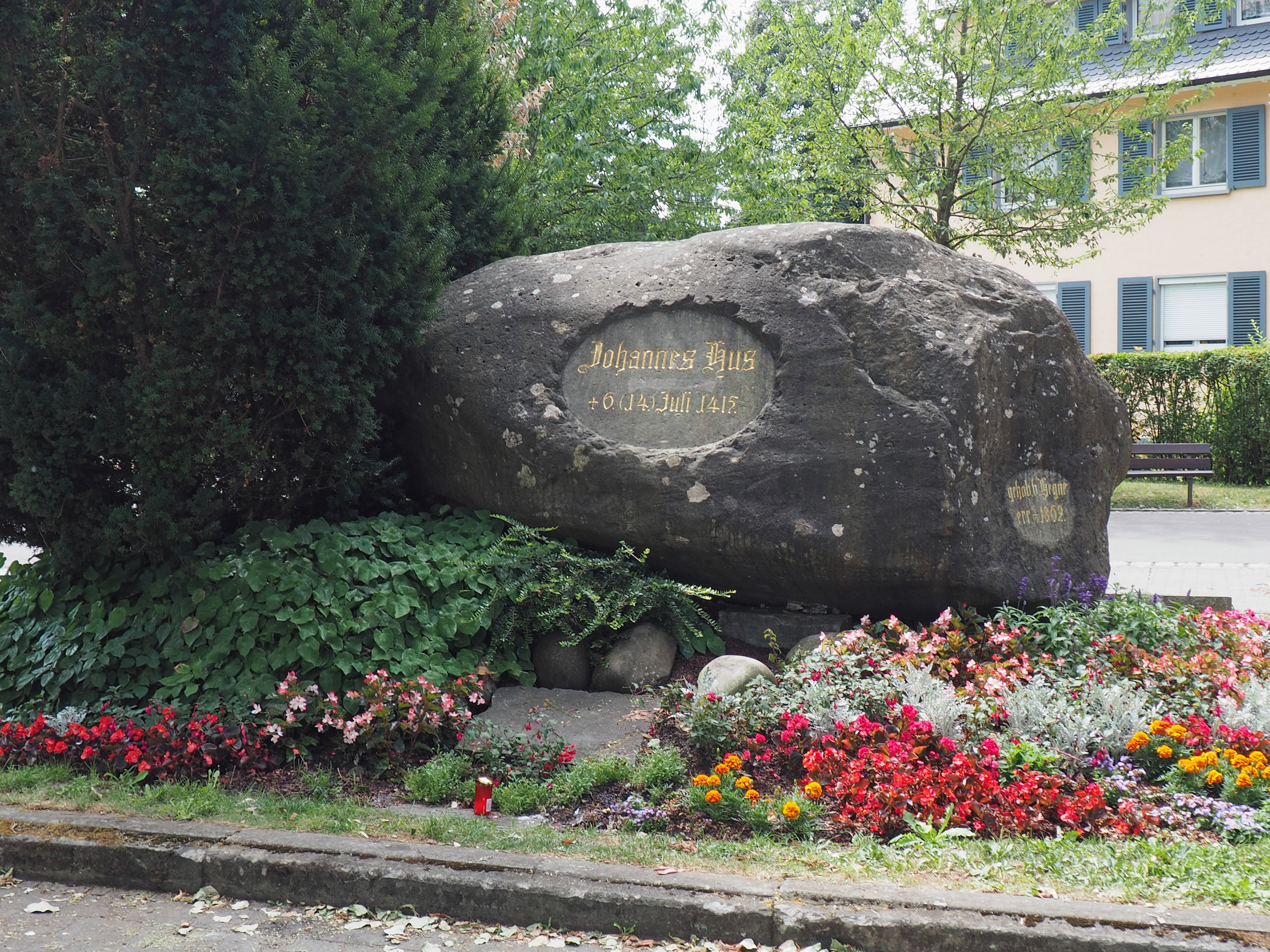
Hussenstein in Konstanz

- Hus wurde ab 6. Dezember 1414 in dem der Seeseite zugewandten Rundturm des Inselklosters in Konstanz (seit dem 20. Jahrhundert Inselhotel auf der Dominikanerinsel)[21] für 89 Tage eingekerkert. Es war ein stinkendes, enges Gefängnis über einer offenen Latrine. Er wurde innerhalb des Gefängnisses verhört und erkrankte schwer.[22] (Lage). Der Turm ist erhalten. Im Kreuzgang des Inselhotels ist die Szene von Hus im Kerker in einer der Wandmalereien dargestellt.
- Kurz vor Gottlieben am Rand des Fußwegs von Konstanz (Gottlieber Zoll) nach Gottlieben steht die ehemalige Wasserburg, das Schloss Gottlieben. In einem der beiden Türme aus dem 14. Jahrhundert wurden Jan Hus, Hieronymus von Prag und der später abgesetzte Papst Johannes XXIII. (Gegenpapst) 1414–1418 gefangen gehalten. (Lage). An deren Schicksal erinnert eine Informationstafel. Das Schloss ist nicht zugänglich.
- Das Jan-Hus/Hieronymus-von-Prag-Denkmal an der Laube in Konstanz gegenüber der Lutherkirche wurde von Adéla Kačabová entworfen (Lage). Es steht an der Stelle des Geltinger (später Paradieser) Tores, durch das Jan Hus und Hieronymus von Prag zu ihrer Hinrichtung geführt wurden. Das Denkmal wurde 2015 aufgestellt und eingeweiht. Es ist ein Geschenk der Tschechoslowakischen Hussitischen Kirche an die Stadt Konstanz. Das drei Meter hohe Denkmal aus Sandstein aus dem Bergmassiv Horicer Chlum hat auf der einen Seite in seinem Sockel das Jahr 1415 und am Kopfende Jan Hus eingraviert. Auf der anderen Seite im Sockel ist 1416 und am Kopfende Hieronymus von Prag eingraviert. Zu zwei Dritteln zeigt das Denkmal im Mittelteil auflodernde Feuerflammen. Den Kopfteil des Denkmals bildet ein Kelch, das Symbol der hussitischen Bewegung und für Wahrheit und Versöhnung. Die Silhouette des Denkmals erinnert an die Figur Turm im Schachspiel, die Recht und Wahrheit symbolisiert.[23][24][25]
- In Konstanz-Paradies erinnert seit 6. Oktober 1862 ein von 200 Bürgern gespendeter imposanter, querliegender schwärzlicher Kalkstein-Findling, der Hussenstein, mit der goldenen Inschrift Johannes Hus (auf der Rückseite Hieronymus von Prag) am vermuteten mittelalterlichen Richtplatz an sein Schicksal. Er liegt in der danach benannten Straße Zum Hussenstein, auf dem Brühl, westlich der Altstadt, nahe der Schweizer Grenze.[26] (Lage).

### Medaillen

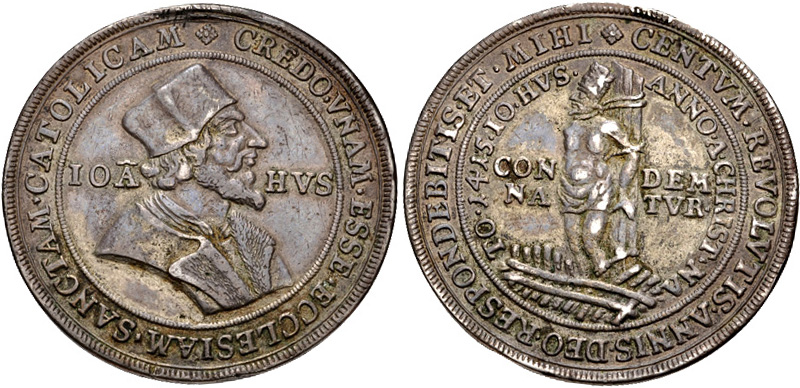
Sogenannter Hustaler, Medaille um 1717 zum Gedenken an den Tod des tschechischen Reformators Jan Hus

Die bedeutendsten Medaillen zum Gedenken an den Tod von Jan Hus sind sogenannte Hustaler. Die zahlreichen Nachgüsse und Nachprägungen dieser Stücke und der fast 200-jährige Herstellungszeitraum sind bei Medaillen wohl einmalig und zeugen von großem Interesse an diesen um 1537 erstmals in der Werkstatt von Hieronymus Magdeburger geprägten und danach auch als Silberguss um 1717 ausgeführten Kleinkunstwerken. Der Spruch in der Umschrift dieser Medaillen CENTVM. REVOLVTIS. ANNIS. DEO. RESPONDEBITIS. ET. MIHI, übersetzt – „Wenn hundert Jahre vergangen sind, werdet ihr Gott und mir antworten.“ – ist jedoch von Hus nicht geäußert worden. Die Ausgabe der Medaillen wurde durch die lutherische Reformation veranlasst.

### Museen

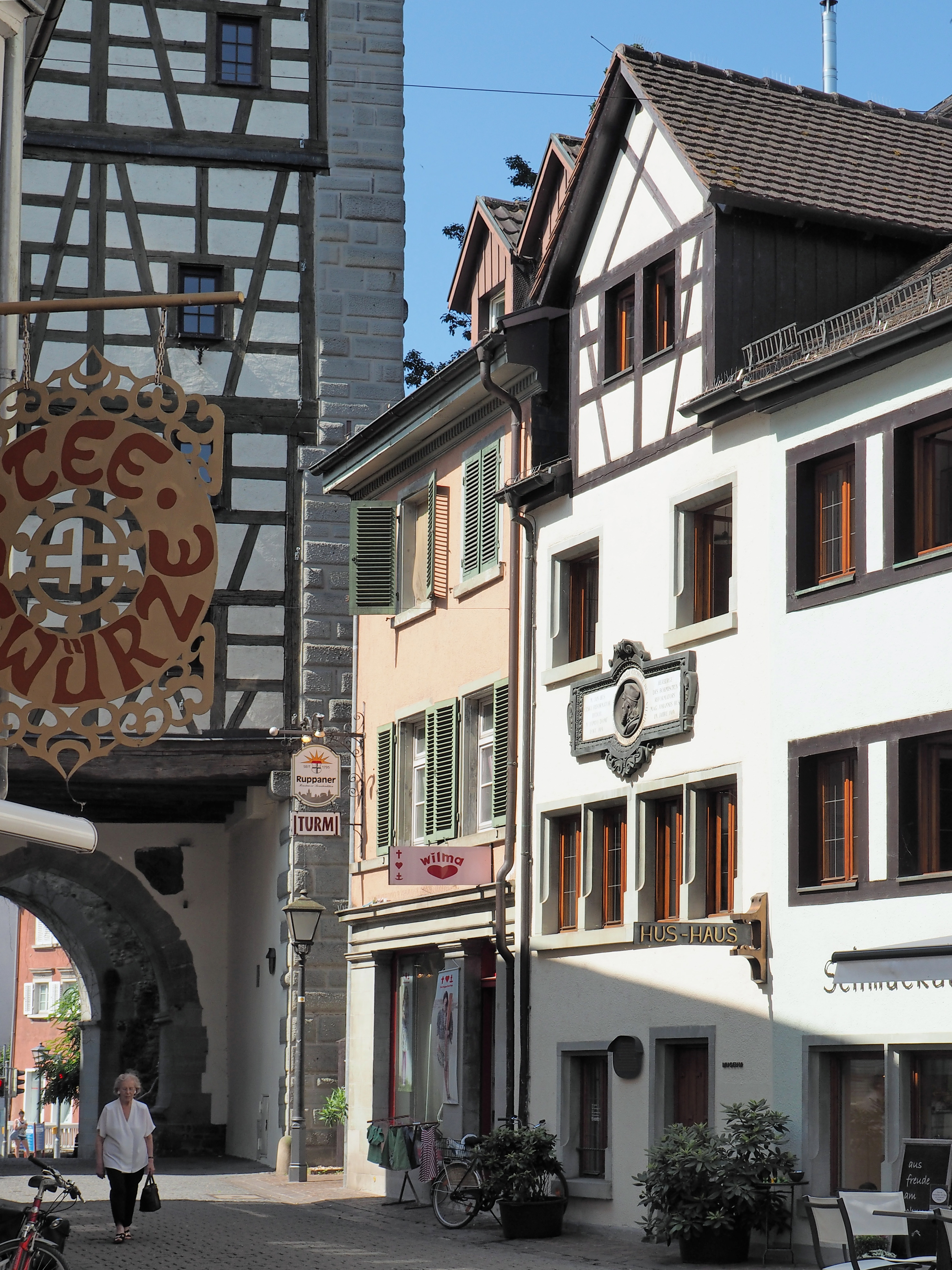
Hus-Museum in Konstanz beim Schnetztor

- In Husinec gibt es in seinem Geburtshaus eine Gedenkstätte und daneben ein kleines Museum.[28]
- Das Hus-Museum Konstanz in der nach Hus benannten Hussenstraße 64 beim Schnetztor mit Dokumenten zu Hus und der Hussitenbewegung ist einer der möglichen Aufenthaltsorte von Jan Hus zu Beginn des Konstanzer Konzils und wurde 1923 von der Prager Museumsgesellschaft zum Gedenken an den Reformator eingerichtet (Lage).
- In den 1840er Jahren wurde im Konstanzer Konziliums-Saal ein Panoptikum mit Eingang beim Seetor eingerichtet, in dem lebensgroße Wachsfiguren von Jan Hus, Pater Coelestin und Hieronimus von Prag aufgestellt waren. Eine ausführliche Beschreibung des Panoptikums erfolgte 1843 durch Johann B. Salfinger.[29]

### Gedenktage und -feiern
Mit der Bildung der Tschechoslowakei erklärte diese 1925 den 6. Juli zum Staatsfeiertag, worauf der Heilige Stuhl für drei Jahre die diplomatischen Beziehungen unterbrach.
Die Evangelische Kirche in Deutschland und die Evangelisch-Lutherische Kirche in Amerika erinnern am 6. Juli mit einem Gedenktag an Jan Hus.
Am Tag der vollzogenen Tötung von Jan Hus, dem 6. Juli, wird in der Konstanzer Lutherkirche ein ökumenischer Gedenkgottesdienst mit den Vertretern christlicher Kirchen aus Konstanz und Tschechien und mit tschechischen Pilgern und weiteren Besuchern abgehalten. Im Jahr 2013 wurde das Hussitenlied vom Chor der Musikschule Bedřich Smetana gesungen. Zum 600. Todestag im Jahr 2015 legten die Bürgermeister von Konstanz und seiner Partnerstadt Tábor in der Gegend des Stadtteils Paradies, wo er bei lebendigem Leib verbrannt wurde, zur Erinnerung einen Kranz nieder. Im Jahr 2020 nahmen der Pfarrer der Jan-Hus-Gemeinde der Tschechen und Slowaken in der Schweiz, Zürich, sowie die Leiterin des Hus-Museums Konstanz und die Darstellerin von Fida Pfister, seiner Zimmerwirtin in Konstanz, und tschechische und deutsche Besucher an der Gedenkfeier am Hussenstein teil.

### Grenzüberschreitendes Gedenken
Der Asteroid (1840) Hus ist nach Hus benannt.
Vom 9. Dezember 2007 bis zu seiner Einstellung im Jahr 2012 trug der Regionalexpress/Schnellzug R/RE 451 und 452 Nürnberg-Prag und zurück den Namen „Jan Hus“.
Seit 1998 gibt es die Vereinigung der Städte mit hussitischer Geschichte und Tradition. Sie hat grenzüberschreitend 17 Städte aus Deutschland und der Tschechischen Republik als Mitglieder. Sie setzt sich ein für das Bewahren des hussitischen Erbes und als Konsequenz für die Völkerverständigung. Konstanz gehört seit 2002 zur Vereinigung. Jährlich wird eine Pilgerwanderung auf den Spuren von Jan Hus unterstützt.
Die Route der Toleranz verläuft auf der Zugroute von Jan Hus von der Burg Krakovec nach Konstanz. Zunächst folgt sie der Goldenen Straße von Prag nach Nürnberg. Weiter verläuft sie über Ulm, Biberach, Ravensburg, Meersburg nach Konstanz.
Die Deutsch-Tschechische Vereinigung e. V. hat nahe dem Hussenstein in Konstanz eine Begegnungsstätte im Palmenhaus, Am Hussenstein 12.

## Nachwirken und Rezension

### Nachwirkungen in den Kirchen

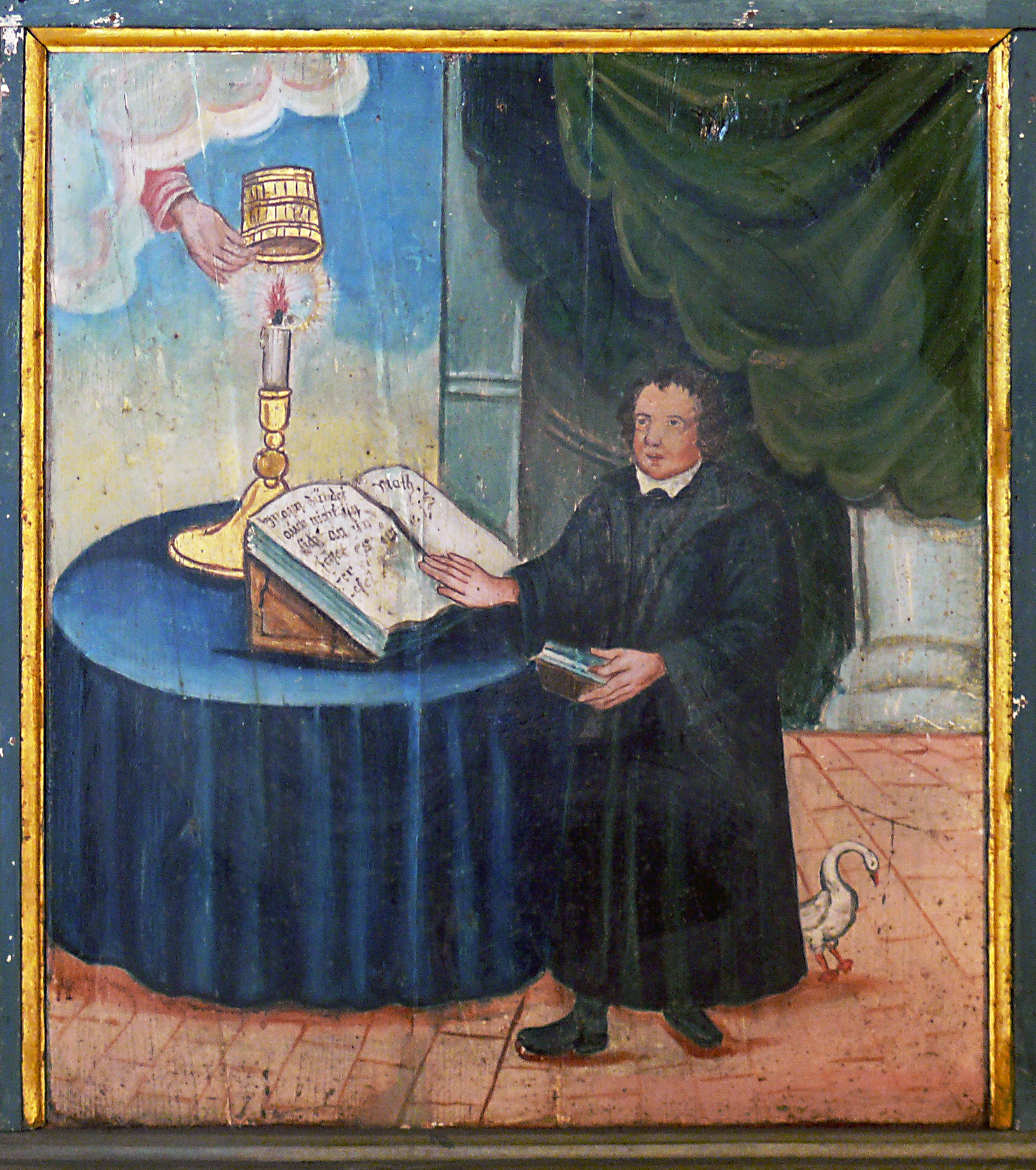
Der Prager Maler Hans Stiegler malte im 18. Jahrhundert einen Schwan hinter Luther, um anzudeuten, dass Hus Luthers Vorläufer sei.

Über eine Rehabilitierung in der römisch-katholischen Kirche wird seit dem Ende des 20. Jahrhunderts diskutiert. 1996 äußerte Kardinal Miloslav Vlk die Meinung, dass das Urteil gegen Hus widerrufen werden müsse. 1999 erklärte Papst Johannes Paul II. anlässlich eines Historikerkongresses über den Reformator:

„Heute […] fühle ich mich verpflichtet, mein tiefes Bedauern auszusprechen für den grausamen Tod von Jan Hus und für die daraus folgende Wunde, Quelle von Konflikten und Spaltungen, die dadurch in den Geist und die Herzen des böhmischen Volkes gerissen wurde.“

Jedoch ist bis heute (Stand: 2024) eine Rehabilitierung nicht erfolgt.
In den protestantischen Kirchen genießt Jan Hus hohes Ansehen als Vorläufer des Reformators Martin Luther, der im folgenden Jahrhundert seine Ideen und Ideale aufgriff.
Vor seiner Hinrichtung soll Hus gesagt haben: „Heute bratet ihr eine Gans, aber aus der Asche wird ein Schwan entstehen“. Tschechisch Husa bedeutet auf Deutsch Gans. Später brachten Historiker diesen Ausspruch mit Luther in Zusammenhang und machten deshalb den Schwan zu dessen Symbol. Johannes Bugenhagen erwähnte diesen Bezug in seiner Trauerrede für Martin Luther am 22. Februar 1546 in der Schlosskirche Wittenberg. Dargestellt wird dieser Bezug Luthers zu Hus auch in dem Bild von Jacob Jacobs Martin Luther mit dem Schwan, das seit 1603 in der Hamburger Hauptkirche St. Petri an einem Pfeiler im linken Seitenschiff hängt. Ein weiteres Bild von Hans Stiegler in der Amanduskirche (Beihingen) zeigt ebenfalls Martin Luther mit dem Schwan.
Die Herrnhuter Brüdergemeine berücksichtigt die Denkansätze von Jan Hus.

### Berühmte Hus-Schüler

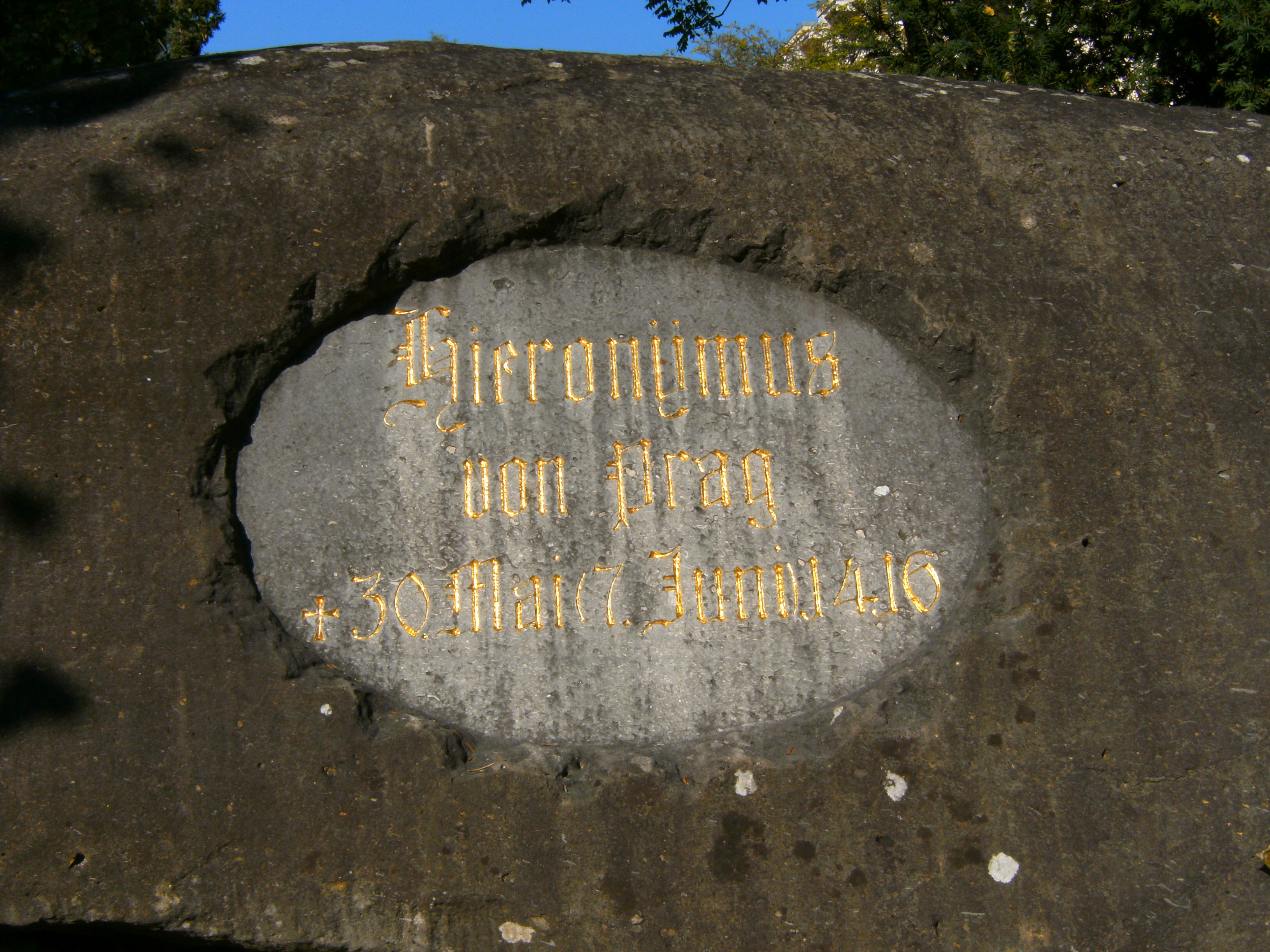
Hussenstein Konstanz im Jahr 2015: Rückseite zum Gedenken an den Tod von Hieronymus von Prag

- Hieronymus von Prag wurde wegen Häresie am 30. Mai 1416 in Konstanz an derselben Stelle wie Jan Hus durch Verbrennen hingerichtet
- Johannes Cardinalis von Bergreichenstein
- Matthäus von Knin
- Nikolaus von Pelgrims
- Christian von Prachatitz

### Malerei

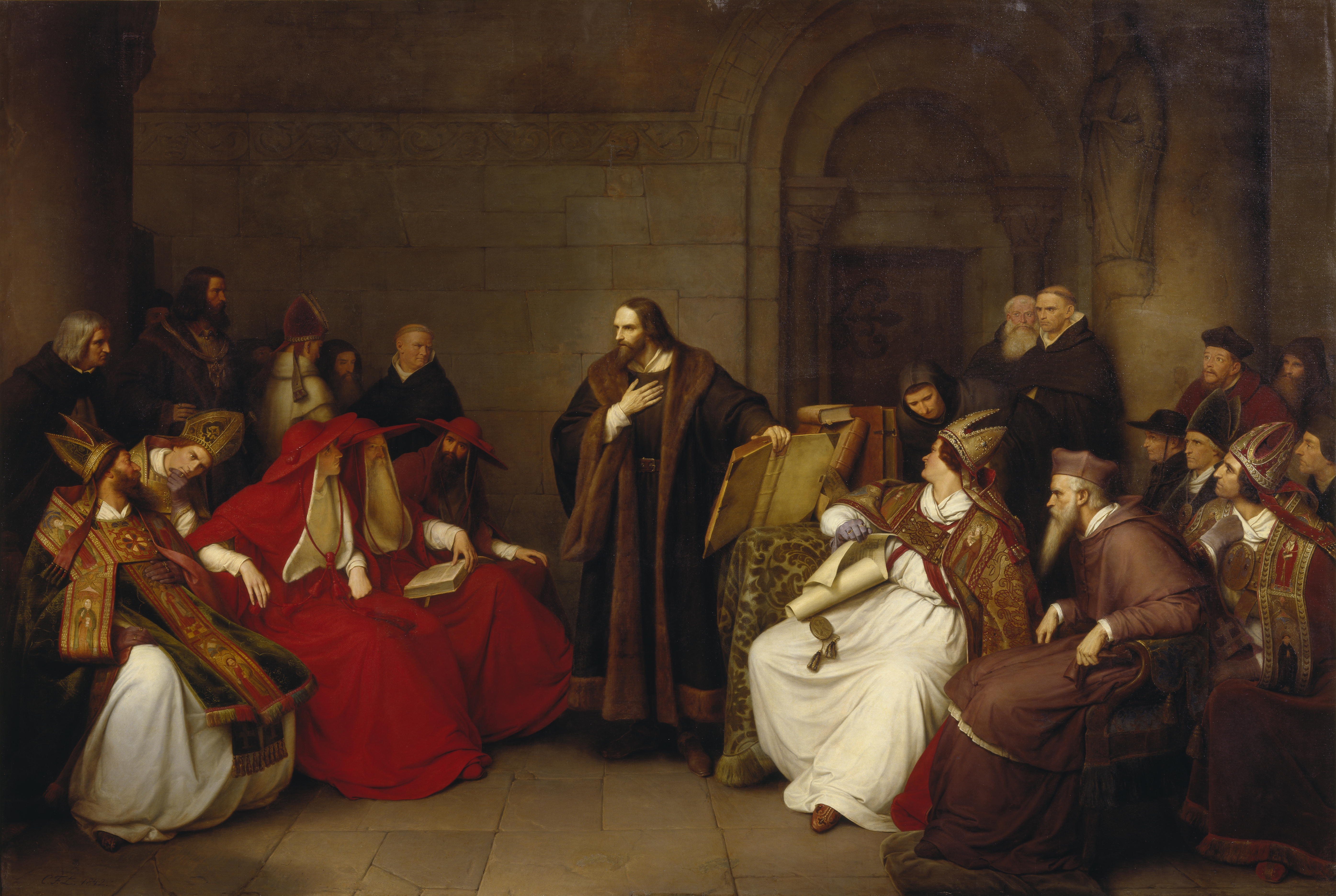
Carl Friedrich Lessing: Jan Hus zu Konstanz, 1842

Mit Hus, den Hussiten und den Hussitenkriegen setzte sich in den 1830er und 1840er Jahren der deutsche Historienmaler Carl Friedrich Lessing auseinander. Er schuf einen bedeutenden, kontrovers diskutierten Werkzyklus von „Husbildern“ – Die Hussitenpredigt (1836), Jan Hus zu Konstanz (1842) und Johann Hus vor dem Scheiterhaufen (1850).

### Belletristik
- Taras Schewtschenko: Häretiker. (oder „Johann Hus“) (1845)
- Johann Huss, Gedicht von Johann August Zeune, 1840 als Oratorium vertont von Carl Loewe
- Melchior Vischer: Jan Hus. Sein Leben und seine Zeit. Societäts-Verlag, Frankfurt am Main, 1940

### Filme
- Das Leben von Jan Hus wurde 1977 von Michael Economou unter dem Titel John Hus verfilmt.
- Verfilmt wurde es auch in Tschechien in einer Filmtrilogie des tschechischen Regisseurs Otakar Vávra Mitte der fünfziger Jahre (Jan Hus (1954), Jan Žižka (1955) und Proti všem (1956, deutsch: „Gegen alle“)), Hus + Žižka gespielt in einer Doppelrolle von Zdeněk Štěpánek, Hus tritt selber aber nur im ersten Film in Erscheinung.
- Anlässlich des 600. Jahrestags der Hinrichtung verfilmte Česká televize, in einer Koproduktion mit Arte, die Jahre als Theologe nach einem Drehbuch von Eva Kantůrková unter der Regie von Jiří Svoboda. Jan Hus wurde gespielt von Matěj Hádek. Der Zweiteiler mit einer Laufzeit von knapp vier Stunden war auf Arte am 1. Juli 2015, 20:15–0:15 erstmals zu sehen.[40][41] Die Dreharbeiten fanden ausschließlich in Tschechien statt. Selbst die Szenen, die im Konstanzer Münster spielen, entstanden dort.[42]